# کارولوو (استان اشوی‌داشکسیه)
کارولوو (به لهستانی: Karolów) یک منطقهٔ مسکونی در لهستان است که در گمینا میخاووو واقع شده‌است.